# Liste der Baudenkmäler in Terlan
Die Liste der Baudenkmäler in Terlan (italienisch Terlano) enthält die 32 als Baudenkmäler ausgewiesenen Objekte auf dem Gebiet der Gemeinde Terlan in Südtirol.
Basis ist das im Internet einsehbare offizielle Verzeichnis der Baudenkmäler in Südtirol. Dabei kann es sich beispielsweise um Sakralbauten, Wohnhäuser, Bauernhöfe und Adelsansitze handeln. Die Reihenfolge in dieser Liste orientiert sich an der Bezeichnung, alternativ ist sie auch nach der Adresse oder dem Datum der Unterschutzstellung sortierbar.

## Liste
| Foto |                 | Bezeichnung                                                                     | Standort                                   | Eintragung                   | Beschreibung | Metadaten                                               |
| ---- | --------------- | ------------------------------------------------------------------------------- | ------------------------------------------ | ---------------------------- | --- | ------------------------------------------------------- |
| ja   | Datei hochladen | Alte Pfarrkirche St. Josef in Vilpian ID: 17550                                 | 46° 33′ 33″ N, 11° 13′ 25″ O               | 27. Apr. 1979 (BLR-LAB 2708) | Kirche | KG: Terlan Bauparzelle: 149                             |
| ja   | Datei hochladen | Bahnhof Terlan-Andrian ID: 50398                                                | 46° 31′ 43″ N, 11° 14′ 55″ O               | 5. Apr. 2004 (BLR-LAB 1083)  | Bahnhof/Remise | KG: Terlan Bauparzelle: 322                             |
| ja   | Datei hochladen | Bahnhof Vilpian-Nals ID: 50399                                                  | 46° 33′ 15″ N, 11° 13′ 13″ O               | 5. Apr. 2004 (BLR-LAB 1083)  | Bahnhof/Remise | KG: Terlan Bauparzelle: 323                             |
| ja   | Datei hochladen | Benefiziatenhaus ID: 17524                                                      | Kirchgasse 22 46° 31′ 50″ N, 11° 14′ 59″ O | 27. Apr. 1979 (BLR-LAB 2708) | Ländliches Wohnhaus/Bauernhof                                                                                            | KG: Terlan Bauparzelle: 24 Grundparzelle: 14/1          |
| ja   | Datei hochladen | Datum in Siebeneich ID: 17547                                                   | 46° 30′ 56″ N, 11° 16′ 16″ O               | 27. Apr. 1979 (BLR-LAB 2708) | Ländliches Wohnhaus/Bauernhof 1490 im Besitz der Niedertor, 1760 dem Kloster Maria Waldrast zugehörig.                   | KG: Terlan Bauparzelle: 293                             |
| ja   | Datei hochladen | Deutschhaus mit Antoniuskapelle in Siebeneich ID: 17546                         | 46° 30′ 43″ N, 11° 16′ 34″ O               | 27. Juli 1950 (MD)           | Ländliches Wohnhaus/Bauernhof 1234 verlieh Bischof Heinrich von Brixen den Hof dem Spital des Deutschen Ordens in Bozen. | KG: Terlan Bauparzelle: 272, 273, 274                   |
| ja   | Datei hochladen | Durcher in Kreut ID: 17540                                                      | 46° 32′ 22″ N, 11° 14′ 45″ O               | 27. Apr. 1979 (BLR-LAB 2708) | Ländliches Wohnhaus/Bauernhof                                                                                            | KG: Terlan Bauparzelle: 104/1                           |
| ja   | Datei hochladen | Gasthof Engl in Unterkreut ID: 17537                                            | 46° 32′ 14″ N, 11° 14′ 29″ O               | 27. Apr. 1979 (BLR-LAB 2708) | Gasthaus | KG: Terlan Bauparzelle: 77                              |
| ja   | Datei hochladen | Großkarnell in Siebeneich ID: 17545                                             | 46° 30′ 35″ N, 11° 16′ 57″ O               | 27. Apr. 1979 (BLR-LAB 2708) | Ländliches Wohnhaus/Bauernhof 1288 erwähnt, 1750 im Besitz von Josef Bernardin von Wolkenstain                           | KG: Terlan Bauparzelle: 256, 257                        |
| ja   | Datei hochladen | Gschnofer mit Dreikönigskapelle ID: 17538                                       | 46° 32′ 20″ N, 11° 14′ 55″ O               | 27. Apr. 1979 (BLR-LAB 2708) | Ländliches Wohnhaus/Bauernhof                                                                                            | KG: Terlan Bauparzelle: 97, 98                          |
| ja   | Datei hochladen | Haller in Klaus ID: 17533                                                       | 46° 31′ 21″ N, 11° 15′ 21″ O               | 27. Juli 1950 (MD)           | Ländliches Wohnhaus/Bauernhof Erwähnt 1440 als Haller in der Clausen zu Törlan                                           | KG: Terlan Bauparzelle: 319                             |
| ja   | Datei hochladen | Haller in Kreut ID: 17543                                                       | 46° 32′ 22″ N, 11° 14′ 43″ O               | 14. Sep. 1949 (MD)           | Ländliches Wohnhaus/Bauernhof 1750 Hallerhof in Kreit, über einer Stubentür steht 1598 Abraham Hafner Richter in Neuhaus | KG: Terlan Bauparzelle: 113                             |
| ja   | Datei hochladen | Helfenburg ID: 17549                                                            | 46° 31′ 19″ N, 11° 16′ 31″ O               | 27. Apr. 1979 (BLR-LAB 2708) | Burgruine | KG: Terlan Grundparzelle: 1755                          |
| ja   | Datei hochladen | Kirche zur Unbefleckten Empfängnis in Unterkreut (Gratlkirche) ID: 17536        | 46° 32′ 13″ N, 11° 14′ 30″ O               | 27. Juli 1950 (MD)           | Kirche | KG: Terlan Bauparzelle: 73                              |
| ja   | Datei hochladen | Klause unter Neuhaus ID: 17534                                                  | 46° 31′ 25″ N, 11° 15′ 16″ O               | 27. Apr. 1979 (BLR-LAB 2708) | Burgruine | KG: Terlan Grundparzelle: 104/1                         |
| ja   | Datei hochladen | Köstenholz mit Park ID: 17526                                                   | 46° 32′ 2″ N, 11° 15′ 17″ O                | 27. Apr. 1979 (BLR-LAB 2708) | Ansitz | KG: Terlan Bauparzelle: 46 Grundparzelle: 110           |
| ja   | Datei hochladen | Kreuzweger in Kreut ID: 17539                                                   | 46° 32′ 21″ N, 11° 14′ 46″ O               | 27. Apr. 1979 (BLR-LAB 2708) | Ländliches Wohnhaus/Bauernhof                                                                                            | KG: Terlan Bauparzelle: 102/1, 102/2, 102/3             |
| ja   | Datei hochladen | Lechenegg ID: 17528                                                             | 46° 32′ 5″ N, 11° 15′ 9″ O                 | 27. Apr. 1979 (BLR-LAB 2708) | Ansitz | KG: Terlan Bauparzelle: 50                              |
| ja   | Datei hochladen | Liebeneich mit St.-Johannes-Nepomuk-Kapelle ID: 17530                           | 46° 32′ 9″ N, 11° 15′ 11″ O                | 27. Apr. 1979 (BLR-LAB 2708) | Ansitz | KG: Terlan Bauparzelle: 196, 197                        |
| ja   | Datei hochladen | Lindeplatt in Kreut ID: 17541                                                   | 46° 32′ 23″ N, 11° 14′ 49″ O               | 27. Juli 1950 (MD)           | Ländliches Wohnhaus/Bauernhof                                                                                            | KG: Terlan Bauparzelle: 108                             |
| ja   | Datei hochladen | Linsl ID: 17529                                                                 | 46° 32′ 16″ N, 11° 15′ 20″ O               | 27. Apr. 1979 (BLR-LAB 2708) | Ländliches Wohnhaus/Bauernhof                                                                                            | KG: Terlan Bauparzelle: 187, 188                        |
| ja   | Datei hochladen | Marstallstadel ID: 17525                                                        | 46° 31′ 42″ N, 11° 15′ 12″ O               | 27. Apr. 1979 (BLR-LAB 2708) | Stadel | KG: Terlan Bauparzelle: 34                              |
| ja   | Datei hochladen | Meitinger ID: 17527                                                             | 46° 32′ 5″ N, 11° 15′ 20″ O                | 27. Apr. 1979 (BLR-LAB 2708) | Ländliches Wohnhaus/Bauernhof                                                                                            | KG: Terlan Bauparzelle: 48                              |
| ja   | Datei hochladen | Neuhaus ID: 17531                                                               | 46° 31′ 31″ N, 11° 15′ 17″ O               | 27. Apr. 1979 (BLR-LAB 2708) | Burgruine | KG: Terlan Grundparzelle: 94                            |
| ja   | Datei hochladen | Pfarrkirche Maria Himmelfahrt mit Turm, Friedhofskapelle und Friedhof ID: 17523 | 46° 31′ 47″ N, 11° 14′ 55″ O               | 27. Apr. 1979 (BLR-LAB 2708) | Kirche | KG: Terlan Bauparzelle: 1, 2/1, 2/2, 3 Grundparzelle: 1 |
| ja   | Datei hochladen | Pfarrkirche zum Heiligsten Herzen Jesu in Siebeneich ID: 17548                  | 46° 30′ 38″ N, 11° 16′ 31″ O               | 27. Apr. 1979 (BLR-LAB 2708) | Kirche | KG: Terlan Bauparzelle: 408                             |
| ja   | Datei hochladen | Pfarrwidum ID: 18088                                                            | Kirchgasse 1 46° 31′ 49″ N, 11° 14′ 58″ O  | 27. Apr. 1979 (BLR-LAB 2708) | Widum | KG: Terlan Bauparzelle: 14                              |
| ja   | Datei hochladen | Ries auf Montigl ID: 50580                                                      | 46° 31′ 28″ N, 11° 16′ 11″ O               | 3. Juni 2014 (BLR-LAB 645)   | spätgotischer Bau | KG: Terlan Bauparzelle: 227                             |
| ja   | Datei hochladen | St. Margareth in Klaus ID: 17535                                                | 46° 31′ 11″ N, 11° 15′ 55″ O               | 27. Apr. 1979 (BLR-LAB 2708) | Kirchenruine | KG: Terlan Grundparzelle: 2277                          |
| ja   | Datei hochladen | St. Peter ID: 17532                                                             | 46° 32′ 19″ N, 11° 15′ 26″ O               | 27. Apr. 1979 (BLR-LAB 2708) | Kirchenruine | KG: Terlan Grundparzelle: 1535/1                        |
| ja   | Datei hochladen | Steiner in Siebeneich ID: 17544                                                 | 46° 30′ 40″ N, 11° 16′ 50″ O               | 27. Apr. 1979 (BLR-LAB 2708) | Ländliches Wohnhaus/Bauernhof                                                                                            | KG: Terlan Bauparzelle: 251, 252                        |
| ja   | Datei hochladen | Turm zu Kreut ID: 17542                                                         | 46° 32′ 23″ N, 11° 14′ 47″ O               | 27. Juli 1950 (MD)           | mittelalterlicher Wohnturm                                                                                               | KG: Terlan Bauparzelle: 109                             |

Falls bei einem Baudenkmal keine Koordinaten bekannt sind, werden ersatzweise die Katasterdaten zum Zeitpunkt der Unterschutzstellung angegeben. Diese sind weder offiziell noch zwingend aktuell.
Die vom Landesdenkmalamt übernommenen Adressen können veraltet sein.
| Foto:   | Fotografie des Denkmals. Klicken des Fotos erzeugt eine vergrößerte Ansicht. Daneben finden sich zwei Symbole: |
| ID      | Identifikator beim Südtiroler Landesdenkmalamt                                                                 |
| KG      | Katastralgemeinde                                                                                              |
| MD      | Ministerialdekret                                                                                              |
| BLR-LAB | Beschluss der Landesregierung – Landesausschussbeschluss                                                       |